# اوکتاگون (آلاباما)
اوکتاگون (به انگلیسی: Octagon) یک منطقهٔ مسکونی در ایالات متحده آمریکا است که در شهرستان مرنگو، آلاباما واقع شده‌است. اوکتاگون ۸۵٫۹۵ متر بالاتر از سطح دریا واقع شده‌است.